# Jata
A ilha de Jata ou Jeta, é uma ilha do arquipélago de Bissau, situada no noroeste da Guiné-Bissau, limitada a oeste pelo oceano Atlântico, a sul pelo canal de Geba-Caió, a norte pelo canal de Jeta (que separa a ilha do continente) e a este pelo canal de Santa Catarina (que separa Jeta da ilha de Pecixe).
A ilha tem 108,9 km² de área, e a sua população é de cerca de 4 000 habitantes, maioritariamente de etnia manjaca. Administrativamente pertence ao setor de Caió, na região de Cacheu.
Na ilha cultiva-se arroz, amendoim, feijão, milho, mandioca e castanha de caju.